# Parco nazionale di Sutjeska
Il parco nazionale di Sutjeska (pronuncia [sûtjɛska], in bosniaco Nacionalni park Sutjeska, in cirillico Национални парк Сутјеска) è un parco nazionale della Bosnia ed Erzegovina e comprende un'area di 17 350 ettari attorno all'omonimo fiume. Istituito nel 1962, è il parco nazionale più antico e più grande della Bosnia ed Erzegovina e comprende la cima più alta del monte Maglić (2 386 m s.l.m.), nei pressi del confine con il Montenegro.
All'interno del parco si estende la riserva naturale integrale "Perućica", una delle ultime foreste vergini d'Europa. L'area del parco fu il teatro della battaglia della Sutjeska, combattuta durante la seconda guerra mondiale.

## Storia
Il parco fu istituito nel 1962 principalmente per la commemorazione di siti storici legati a battaglie del passato, più che per la conservazione della flora e della fauna locali.
La riserva della foresta di Perućica fu istituita nel 1952 come "riserva naturale per scopi scientifici ed educativi" ed è una delle due foreste vergini d'Europa, nonché una delle cinque riserve naturali integrali della Bosnia ed Erzegovina.
L'area in cui sorge il parco è conosciuta come il teatro della battaglia della Sutjeska, combattuta tra il 15 e il 16 maggio 1943 durante la seconda guerra mondiale tra i partigiani comandati da Tito e le forze di occupazione tedesche. Diversi monumenti commemorativi si trovano sul confine settentrionale del parco, nei pressi di Tjentište.

## Geografia
Il parco si estende su un'area di 17 350 ettari. Esso è delimitato ad est dal monte Pivska planina (1 775 m) e dal fiume Piva fino a Šćepan polje, ed in seguito dal fiume Drina fino alla confluenza con il fiume Sutjeska; ad ovest dal monte Zelengora (2 014 m) connesso con il monte Lelija (2 032 m); mentre a sudest dai monti Maglić (2 386 m), Volujak (2 337 m) e Bioč (2 388 m). L'altitudine è compresa tra i 325 e i 2 386 m, corrispondenti alla cima del monte Maglić.
Al momento è in fase di discussione un piano di espansione del parco di altri 8 331 ettari in direzione del canyon del fiume Tara, che ne farebbe l'area protetta più estesa dell'intero Paese. Il parco nazionale di Sutjeska e il parco nazionale Durmitor, in Montenegro, hanno più volte dimostrato capacità di cooperazione transfrontaliera.
Il parco è accessibile per la maggior parte dell'anno, con restrizioni minori durante l'inverno. È raggiungibile via strada da Sarajevo (107 km) e da Ragusa (151 km). La città di Foča dista 20 km, mentre il comune più vicino è Mratinje, in territorio montenegrino, ad appena 5 km; Tjentište, un villaggio nel comune di Foča, si trova all'interno del parco ai piedi dei gruppi montuosi ed è un importante centro turistico. La strada Belgrado-Višegrad-Castelnuovo attraversa il parco da nord-est verso sud-ovest; il suo tratto tra Trebinje e Foča attraversa un canyon circondato da foreste fitte che conduce al parco.
L'ascesa al monte Maglić, situato all'interno del parco al confine con il Montenegro, rappresenta un percorso impegnativo anche per escursionisti con esperienza. Il monte Zelengora è molto rinomato tra gli escursionisti e molti rifugi sono stati ristrutturati recentemente.

### Perućica

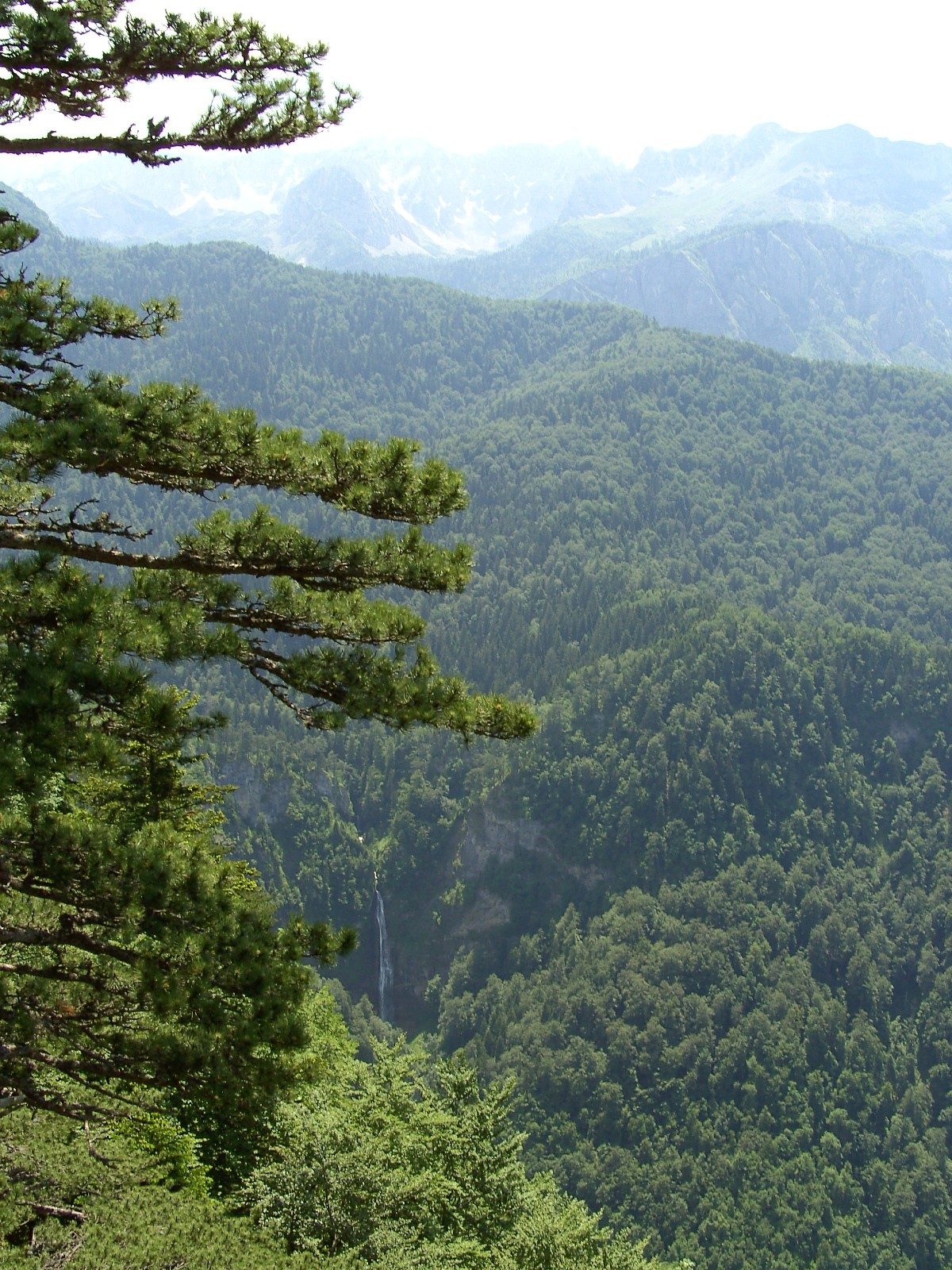
Uno scorcio della foresta di Perućica.

All'interno del parco si trova la riserva della foresta di Perućica che si estende per 6 km in lunghezza e 1-3 km in larghezza, occupando un'area di 1 400 ettari. In quanto una delle ultime foreste vergini d'Europa, è un sito protetto dall'UNESCO; gli alberi della foresta non sono mai stati tagliati e molti di questi hanno una vita maggiore di 300 anni. Si suppone che la foresta esista da 20 000 anni.
La foresta è situata alle pendici del monte Maglić ed è separata dal monte Zelengora dall'imponente canyon attraversato dal fiume Sutjeska.

### Idrografia

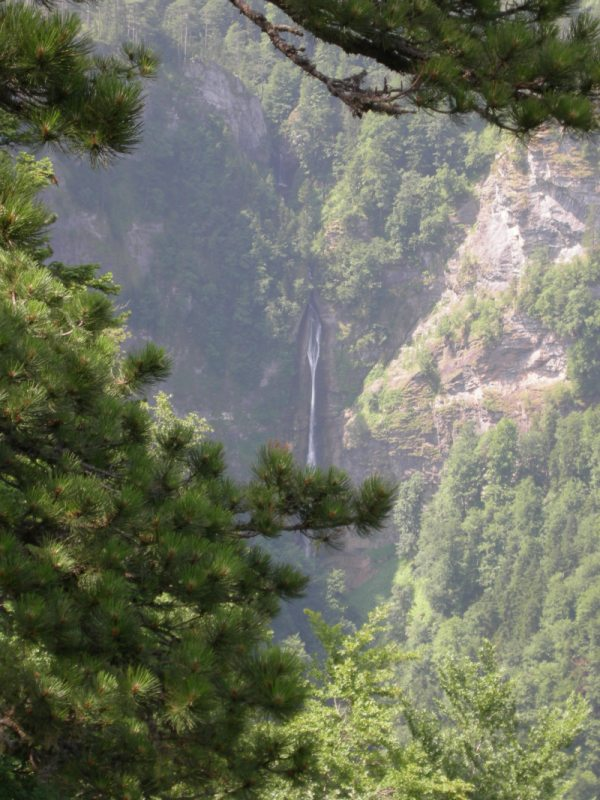
La cascata di Skakavac.

#### Fiumi
La Piva e la Drina sono i fiumi maggiori che attraversano il parco, tracciandone il confine nord-occidentale. Il fiume Sutjeska che dà il nome al parco bagna con il suo bacino idrografico la maggior parte dell'area. La Sutjeska separa il monte Zelengora dai rilievi del Maglić, del Volujak e del Bioč, per mezzo di un canyon profondo fino a 1 200 m e della valle di Tjentište che si sviluppa nel centro del parco.
Altri corsi d'acqua sono tributari minori del Sutjeska. Gli affluenti di sinistra sono i torrenti Klobučarica, Jabučnica e Hrčavka; da destra Suški (chiamato anche Suha o Sušica), Prijevor e Perućica; quest'ultimo dà origine alla cascata di Skakavac.

#### Cascata di Skakavac

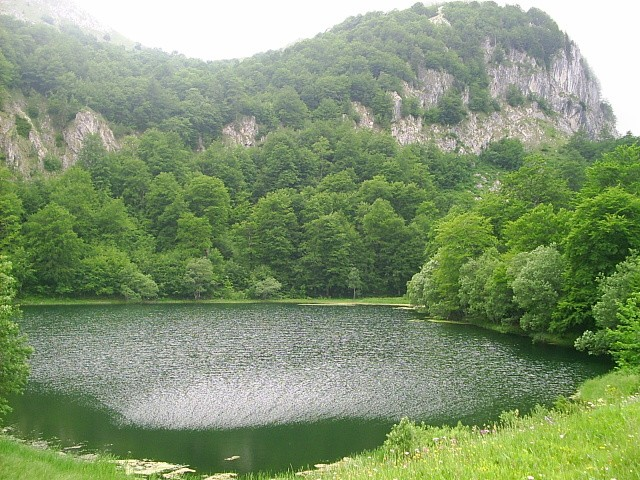
Il lago Donje Bare.

La cascata di Skakavac è formata dal fiume Perućica, un torrente di montagna, e si trova all'interno della foresta vergine di Perućica. È una delle cascate più alte della Bosnia ed Erzegovina con un salto di 75 m ed è perlopiù nascosto dalla fitta vegetazione che copre la vallata.
Il fiume Perućica attraversa la foresta vergine con due salti sulle pendici del Maglić. Il salto principale di 75 m parte da uno scalino di calcare carsico, dopodiché il torrente confluisce nel fiume Sutjeska nella valle di Tjentište.

#### Laghi
9 laghi di origine glaciale si trovano tra le foreste e i prati del monte Zelengora. Questi vengono localmente indicati come Gorske oči (letteralmente "occhi della montagna") e sono il Crno, il Bijelo, l'Orlovačko, il Gornje Bare, il Donje Bare, lo Štirinsko, il Kotlaničko, il Kladopoljsko, e lo Jugovo (chiamato anche lago Borilovačko).

### Clima
Le condizioni climatiche all'interno del parco sono quelle tipiche dei climi freddi delle medie latitudini, dove le caratteristiche prettamente continentali delle aree più settentrionali sono mitigate dal clima mediterraneo delle zone meridionali che si affacciano sull'Adriatico.
La temperatura media annua è di 5 °C. Il mese più caldo è luglio, con 18 °C di media; mentre il mese più freddo è gennaio, con -8 °C. Le precipitazioni medie annue ammontano a 2 209 mm/anno. Il mese più piovoso è febbraio, con 281 mm di pioggia, e il mese più secco è agosto, con 73 mm di pioggia.

## Flora

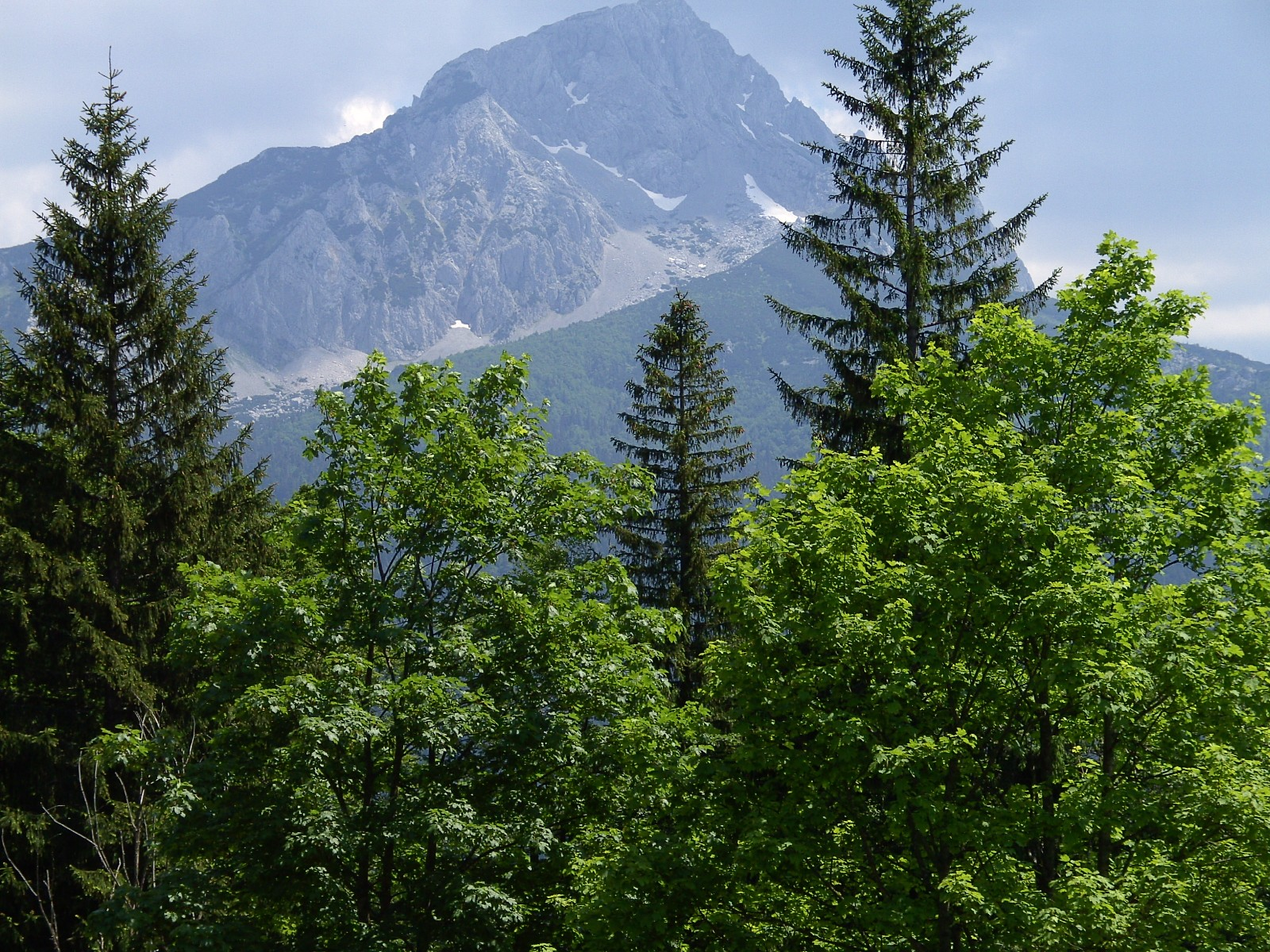
Faggi e pini sullo sfondo del Maglić.

La vegetazione del parco comprende prevalentemente foreste (66%), pascoli di montagna, prati e terreni rocciosi. L'area infatti appartiene geobotanicamente al settore durmitoriano della provincia illirica (dinarica).
In particolare, i versanti nord-occidentali dei rilievi sono caratterizzati da boschi di conifere e faggi fino ad un'altitudine di 1 600 m s.l.m., mentre in altre direzioni prevalgono terreni rocciosi accidentati e prevalentemente sterili. I pascoli si trovano negli altopiani a quote oltre i 1 600 m. La maggior parte della superficie boschiva è fornita dalla foresta di Perućica; la parte centrale e più vasta di questa, compresa tra i 1 000 e i 1 600 m, è formata prevalentemente da antichi faggi della specie Fagus sylvatica, molti dei quali alti più di 60 m e con una circonferenza al tronco di 150 cm, e abeti bianchi. In questa parte della foresta sono presenti anche abeti rossi, aceri montani, olmi montani, frassini comuni e ontani neri, quest'ultimo in prevalenza nei pressi dei fiumi. Laddove i terreni sono più profondi la vegetazione è parecchio fitta, mentre la volta della foresta raggiunge altezze di 40 m (per le angiosperme) o 50 m (per le conifere). Nel 1954 il ricercatore svizzero Hans Leibundgut misurò uno degli abeti rossi più alti d'Europa (64 m d'altezza e 190 cm di circonferenza del tronco) proprio nella foresta di Perućica.
In corrispondenza degli affioramenti rocciosi prevalgono invece i pini neri, una specie endemica, e talvolta i pini mughi che forniscono protezione al resto della foresta; altre specie comuni nell'area del parco sono il peccio di Serbia e la rovere. Tra i fiori presenti nel parco si citano il camedrio alpino, la genzianella, l'orchide sambucina, il ranuncolo montano e tanti altri.
Complessivamente nel parco sono presenti 2 600 specie di piante vascolari, di cui circa 1 000 specie di piante erbacee e 170 specie di alberi e arbusti, e circa 100 specie di funghi commestibili, oltre a gran numero di specie rare, vulnerabili e in via di estinzione.

## Fauna

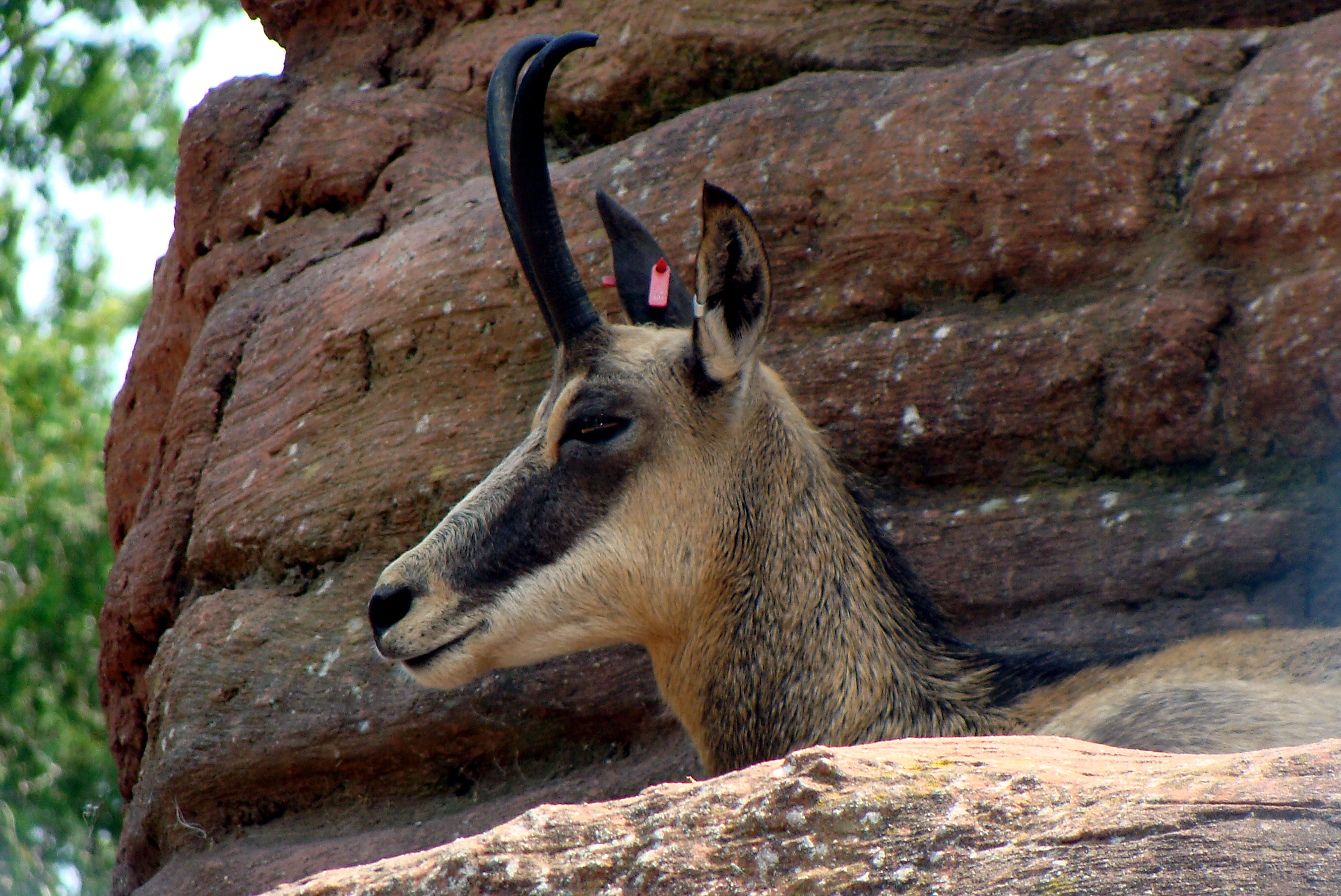
Il camoscio dei Balcani (Rupicapra rupicapra balcanica).

La fauna del parco è anch'essa variegata. Vi si trovano infatti orsi, linci, camosci, lontre, cinghiali, lupi, martore, gatti selvatici, volpi e capre selvatiche, oltre a varie specie di uccelli, tipici soprattutto nei pressi dei laghi del monte Zelengora e nelle zone umide. 
Nel 2002 sono state registrate 114 specie di uccelli. Tra queste, 61 nidificano nel parco, 32 passano per il parco nella stagione estiva, mentre 16 sono migratori di passaggio in autunno e in primavera. Cinque specie appaiono solo d'inverno. Nell'elenco figurano anche 9 specie di picchio, il 90% delle specie presenti in Europa. Altri uccelli comuni nel parco sono l'aquila reale, l'urogallo, il falco pellegrino, il merlo e la coturnìce.
In particolare, i camosci dei Balcani presenti nel parco di Sutjeska sono stati oggetto di progetti di ripopolamento, al fine di reintrodurre il camoscio in altri areali storici della ex-Jugoslavia. Tra il 1963 e il 1987, 256 camosci furono introdotti con successo in 13 aree sparse tra Bosnia, Erzegovina e Croazia.

## Conservazione e protezione

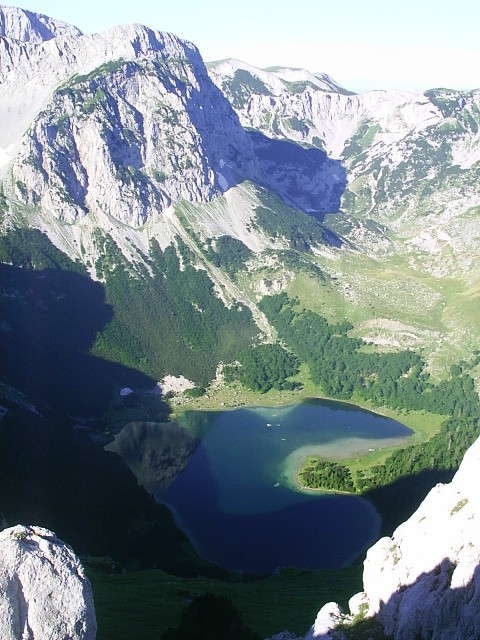
Il lago Trnovačko.

Il parco nazionale di Sutjeska è affiliato alla federazione EUROPARC.
Oltre alla già citata riserva integrale della foresta di Perućica, il parco comprende altre riserve naturali:
- riserva "Volujak", comprendente diverse cime (Studenac, Vlasulja, Badanj) del gruppo omonimo, istituito con il proposito di proteggere la vegetazione di alta montagna;
- riserva "Perućica-Priboj", a protezione della parte rimanente della foresta vergine di Perućica e dell'area circostante con funzione di buffer per la foresta stessa;
- riserva "Vratar- Jabučke Stijene", a protezione delle caratteristiche geomorfologiche, geologiche e vegetali dei pendii rocciosi;
- riserva "Javorak-Ljubin Grob", a protezione del limite superiore della foresta e dei prati adiacenti del gruppo dello Zelengora.

Per arginare lo sfruttamento eccessivo delle risorse naturali, talvolta illegale, la banca Mondiale ha favorito un piano di gestione per la conservazione della biodiversità, la gestione forestale, la conservazione dell'eredità culturale, lo sviluppo turistico e socio-economico. Assieme al Fondo mondiale per l'ambiente (GEF), fu stanziato un budget di 2,76 milioni di dollari e comprendeva fondi anche per una seconda area protetta, il parco nazionale di Kozara. Il progetto è iniziato nel 2006 e comprende diverse attività di miglioramento delle aree protette esistenti e l'istituzione di nuove aree. In particolare sono stati eseguiti lavori di ammodernamento delle infrastrutture, come la creazione di sentieri, segnaletica, aree di sosta e ristoro e demarcazione dei confini del parco. Nello scopo del progetto figurano anche programmi di addestramento.
Un altro progetto in fase di studio e valutazione di fattibilità prevede la creazione di un'area protetta in Montenegro analoga e contigua a quella del Sutjeska, in modo da formare un'unica zona protetta transfrontaliera. Il parco montenegrino comprenderebbe il resto del gruppo montuoso Magilć-Volujak-Bioč e il lago Trnovačko, un lago di origine glaciale situato appena oltre il confine ad un'altitudine di 1 500 m.

### Centrali idroelettriche
A partire dai primi anni 2010 diversi progetti sono stati messi a punto per lo sfruttamento del potenziale idroelettrico dei corsi d'acqua della regione (soprattutto la Sutjeska e la Hrčavka). Uno di questi consiste nella realizzazione di tre piccole centrali idroelettriche sul fiume Sutjeska, nel territorio del parco nazionale, per una potenza installata totale di 9,6 MW. Un altro progetto, conosciuto come "Buk Bijela", prevede inoltre la costruzione di una diga sul fiume Tara a valle del canyon, nel comune di Foča, che causerebbe l'inondazione di una sezione di 18 km del canyon.
Parecchie associazioni ambientalistiche e ONG si sono opposte ai progetti, sostenendo che i progetti potrebbero perturbare l'ecosistema e portare alla scomparsa di specie endemiche e relitte. I progetti sono stati bloccati più volte dal ministero della pianificazione territoriale, dell'ingegneria civile e dell'ecologia, nonché dal tribunale distrettuale di Banja Luka.

## Turismo

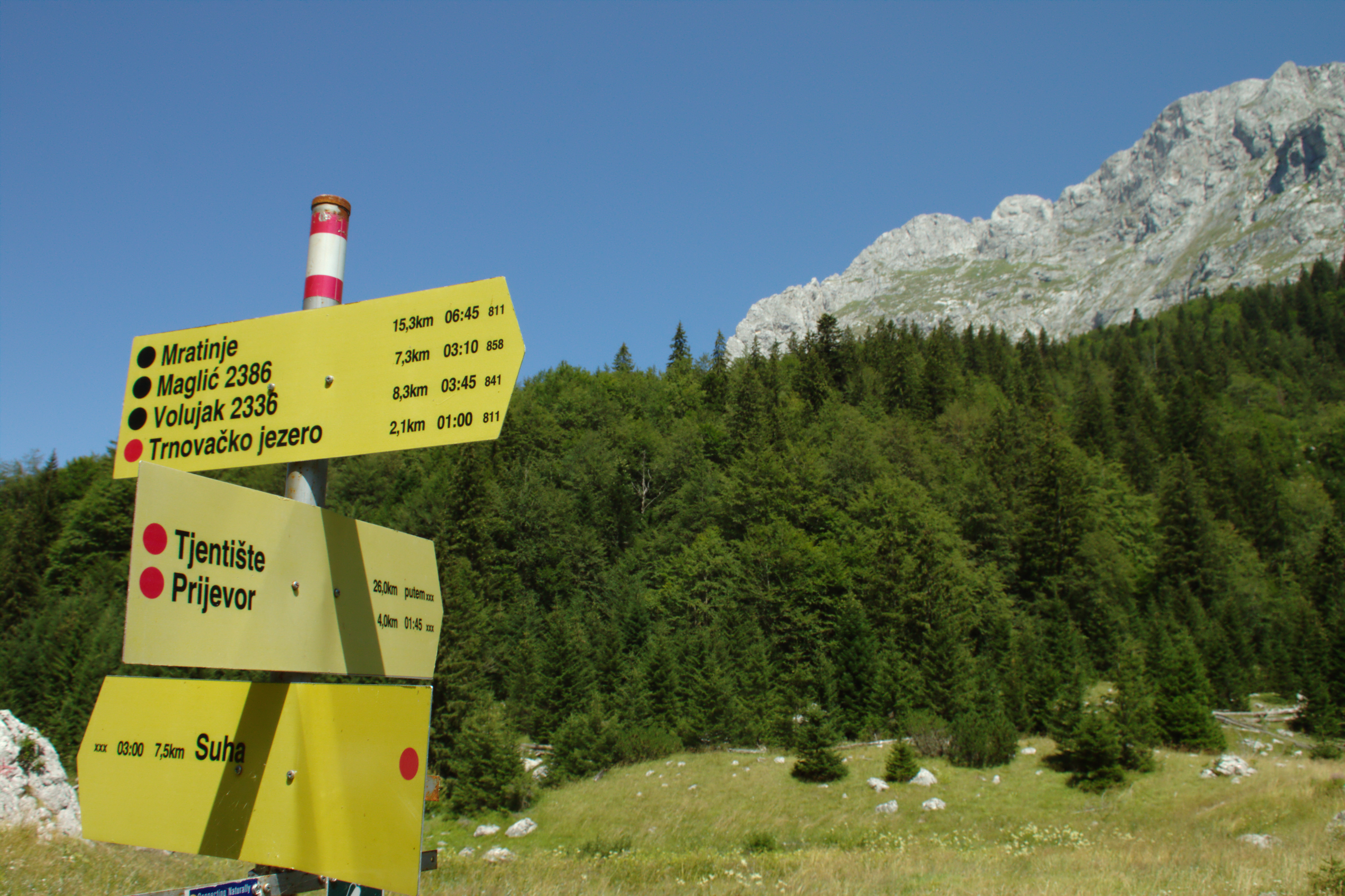
Segnaletica turistica nei pressi del lago Trnovačko.

Dopo il conflitto in Bosnia del 1992-1995, il turismo nel parco è calato vistosamente fino a 14 000 visitatori l'anno, di cui solo 7 000 hanno pernottato in una struttura del parco. Tuttavia i territori limitrofi al parco (l'area nei pressi del confine tra Bosnia e Montenegro) non furono mai interessati direttamente dal conflitto armato e le infrastrutture di ricezione alberghiera non hanno subito danneggiamenti bensì hanno risentito prevalentemente del calo del livello del benessere della popolazione che ha portato ad un abbandono e deterioramento delle infrastrutture inizialmente progettate per un turismo di massa, come ad esempio scolaresche in visita ai monumenti commemorativi degli eventi della seconda guerra mondiale, sparsi per il parco.
La maggior parte dei turisti proviene dai Paesi dell'ex-Jugoslavia, Bosnia ed Erzegovina, Croazia, Montenegro e Serbia, a parte piccoli gruppi di turisti olandesi. Diversi programmi di ripristino delle infrastrutture turistiche sono al vaglio per rilanciare il turismo nella zona.
Il parco nazionale di Sutjeska offre diverse possibilità, tra cui l'escursionismo di montagna e l'arrampicata, soprattutto nei monti Zelengora e Volujak; molti turisti sono attratti dalle limitrofe riserve di caccia e pesca.
L'accesso al parco è libero, previo il pagamento di un biglietto di ingresso, mentre quello alla foresta vergine di Perućica è ammesso solo con una guida. Nella riserva non sono presenti mine, frequenti in altre aree della Bosnia ed Erzegovina dopo l'ultima guerra; rischi minimi si hanno all'estremità meridionale del parco (nel canyon della Sutjeska, nei pressi della strada).